# 5 de Mayo, Palenque
5 de Mayo är en ort i Mexiko.   Den ligger i kommunen Palenque och delstaten Chiapas, i den sydöstra delen av landet, 800 km öster om huvudstaden Mexico City. 5 de Mayo ligger 287 meter över havet och antalet invånare är 281.
Terrängen runt 5 de Mayo är kuperad åt nordväst, men åt sydost är den platt. Runt 5 de Mayo är det ganska glesbefolkat, med 34 invånare per kvadratkilometer. Närmaste större samhälle är La Cascada, 12,3 km nordväst om 5 de Mayo. I omgivningarna runt 5 de Mayo växer i huvudsak städsegrön lövskog.